# María Amelia de Braganza
María Amelia de Braganza (París, 1 de diciembre de 1831 - Funchal, 4 de febrero de 1853) fue una princesa de Brasil, la única hija del matrimonio compuesto por Pedro I de Brasil y IV de Portugal y Amelia de Beauharnais. Nació en París debido a que su padre había abdicado al trono brasileño. Cuando apenas tenía un mes, Pedro se dirigió a Portugal para restaurar a su hija mayor, María, en el trono, que había sido usurpado por el hermano pequeño de este, Miguel.
Pocos meses después de la victoria sobre Miguel, Pedro murió de tuberculosis. Huérfana de padre con menos de tres años, María Amelia se estableció con su madre en Portugal. El gobierno brasileño se negó durante muchos años a reconocerla como miembro de la Casa Imperial de Brasil ya que había nacido en el extranjero. En aquella época, Brasil estaba gobernado por un regente, pues su medio hermano Pedro aún era menor de edad, y nada se podía hacer en favor de la princesa. Su reconocimiento, pues, se consiguió cuando Pedro alcanzó la mayoría de edad, en 1841.
A principios de 1852, se concertó el matrimonio de María Amelia con el archiduque Maximiliano de Austria, futuro emperador de México, que no llegó a concretarse debido a que la princesa murió de tuberculosis en 1853.

## Biografía

### Nacimiento

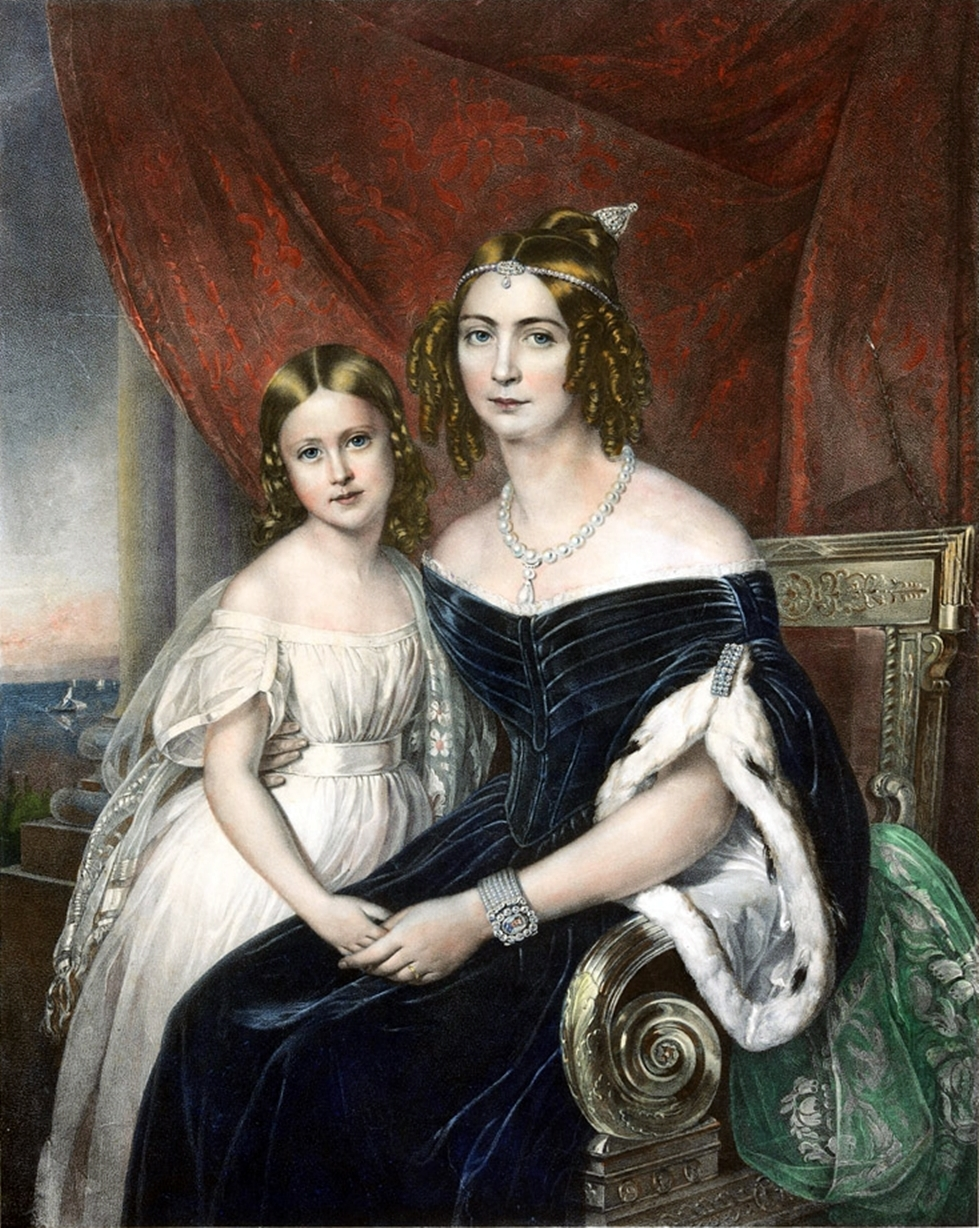
María Amelia en su infancia, al lado de su madre, Amelia de Leuchtenberg.

Nacida en París, era la única hija de Pedro, duque de Braganza y de su segunda esposa, Amelia de Beauharnais. Su padre había sido emperador de Brasil como Pedro I y rey de Portugal como Pedro IV, trono del que abdicó sólo dos meses después de su aclamación, en favor de su hija mayor María II. Sin embargo, dos años después, esta fue apartada del trono por su tío, el hermano menor de Pedro, que asumió el trono como Miguel I. Debido a sus ansias por recuperar la corona de su hija, abdicó al trono de Brasil en abril de 1831 en favor de su hijo pequeño Pedro II y partió a Europa con su esposa, que estaba embarazada de María Amelia.
Por parte de padre, María Amelia era miembro de la rama brasileña de la dinastía de Braganza, al ser nieta de Juan VI de Portugal y su mujer Carlota Joaquina de Borbón. Por parte de madre era nieta del príncipe Eugenio de Beauharnais, hijo adoptivo de Napoleón y de la princesa Augusta de Baviera, hija mayor del rey Maximiliano I de Baviera.
Para que se reconocieran los derechos de María Amelia como princesa brasileña, Pedro invitó a varias personas para que fueran testigos de su nacimiento, entre ellas el embajador brasileño en Francia. La recién nacida tuvo como padrinos al rey Luis Felipe I de Francia y a su esposa María Amalia de Borbón-Dos Sicilias. Pedro quedó encantado con su bebé y envió una carta con fecha 4 de diciembre a sus otros hijos que se habían quedado en Brasil, incluido el futuro Pedro II, con el siguiente mensaje:

La Divina Providencia ha querido disminuir la tristeza que siente mi corazón paterno por la separación con S.M.I. dándome a mí una hija más y a S.M.I. una hermana y súbdita.

### Princesa de Brasil

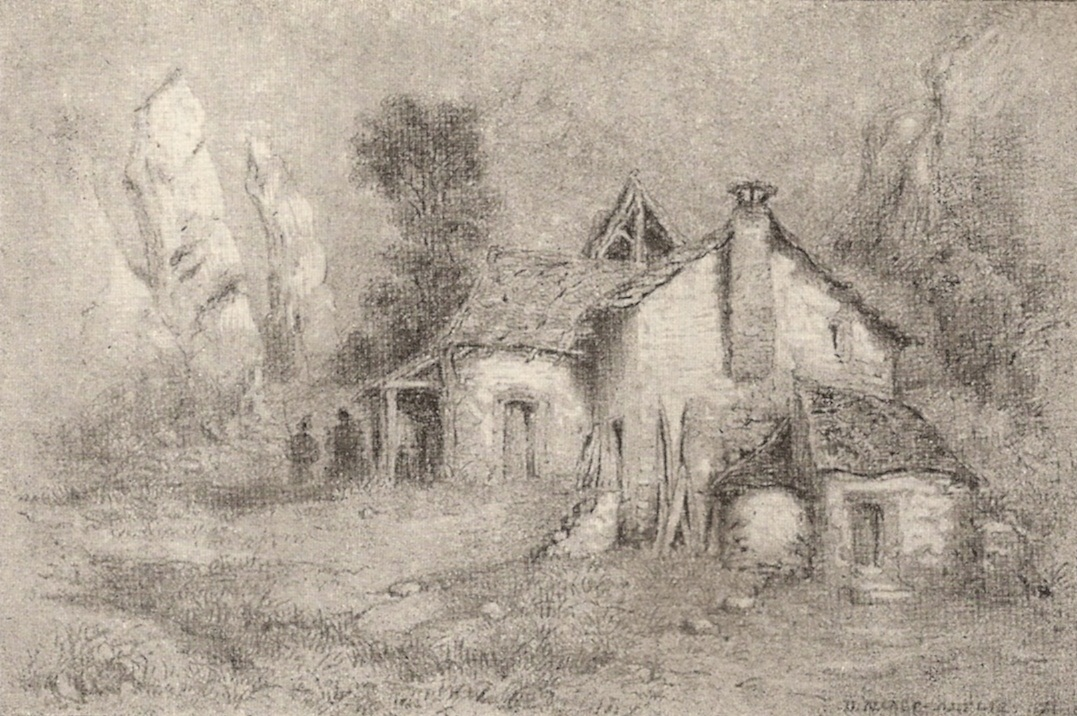
Dibujo hecho por María Amélia.

Cuando María Amelia apenas contaba con 20 días, su padre partió a las Azores para organizar una fuerza expedicionaria con la intención de invadir Portugal. En los dos años siguientes, ella vivió en París con su madre y sus dos medio hermanas, la reina María II y la duquesa de Goiás (hija adulterina de Pedro I con la marquesa de Santos). Con la noticia de la victoria del duque de Braganza en Lisboa, Amelia salió con su hija y la hija bastarda de su marido a Portugal. Llegaron el 22 de septiembre de 1833 a Lisboa. Charles Napier, un oficial naval británico que luchó del lado de Pedro, escribió sobre el emocionante encuentro:

Nunca vi [a Pedro] tan feliz y satisfecho. Embarcó un poco más arriba de Belém y fue recibido en la escalera por la emperatriz [Amelia] que lo abrazó y besó con el mayor cariño: la reina [María II] estaba muy emocionada y no pudo contener las lágrimas. La princesita Amelia, su hija más pequeña, atrajo buena parte de su atención: se asustó mucho con la barba espesa [de su padre] y no correspondió en demasía a sus caricias.

Con Miguel derrotado y en el exilio, María Amelia y su familia se establecieron en Portugal. En un primer momento se alojaron en el palacio do Ramalhão y, más tarde, en el palacio de Queluz, próximo a Lisboa. Pedro había establecido una relación muy cercana con su hija y se adoraban mutuamente. Sin embargo, el conflicto había minado la salud de su padre, que habría contraído tuberculosis. María Amelia, que aún no había cumplido tres años, fue llevada en la madrugada del 24 de septiembre de 1834 al lecho de muerte de su padre. Muy débil, este le levantó las manos para bendecirla y dijo:

Háblenle siempre a esta niña del padre que tanto la quería... que no se olvide de mí... que obedezca siempre a su madre... estos son mis últimos deseos.

 Al inicio de la tarde de ese mismo día, Pedro murió.
Viuda, Amelia no volvió a casarse. Se trasladó al palacio de Alvor-Pombal y se dedicó a supervisar la educación de su hija. A pesar de haberse instalado definitivamente en territorio luso, ellas no formaban parte de la familia real portuguesa. Ninguna de las dos volvería a Brasil. Sin éxito, Amelia había solicitado al gobierno que ella y su hija fueran reconocidas como miembros de la familia imperial brasileña, con derecho a una renta anual. Pedro II aún era menor de edad y Brasil estaba siendo gobernado por un regente que temía una posible influencia de la emperatriz viuda en los asuntos de estado e, incluso, una posible adhesión a una facción política que minase el poder central. Por ello, el gobierno imperial se negó durante años a reconocer a María Amelia como princesa brasileña -alegando que había nacido en territorio extranjero- y les prohibió a ella y a su madre que pusieran los pies en Brasil. Esto sólo cambiaría con la mayoría de edad de Pedro II en 1840 que defendió el reconocimiento de su madre y su hermana como miembros de la familia imperial. Aureliano de Sousa e Oliveira Coutinho, vizconde de Sepetiba y ministro de Asuntos Exteriores de la época pidió el reconocimiento al senado, que fue concedido el 5 de julio de 1841.

### Matrimonio

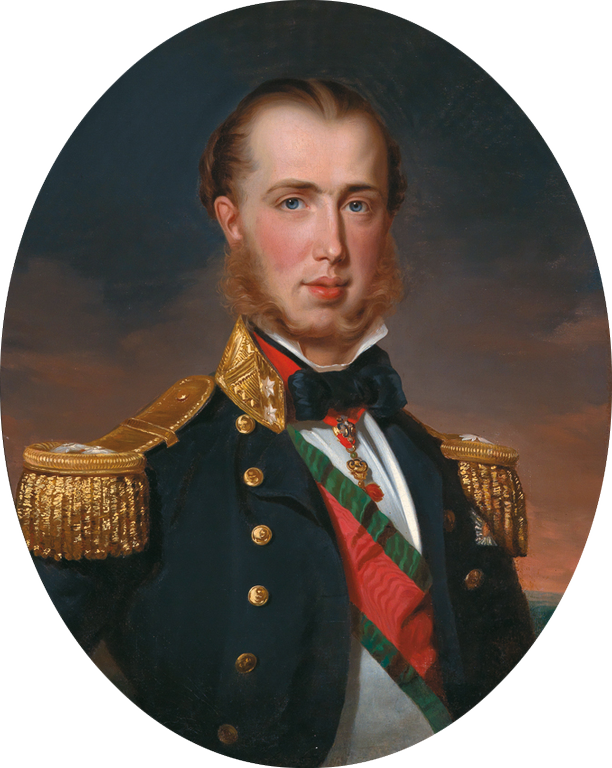
El archiduque Maximiliano de Austria, con quien María Amelia iba a casarse, se convirtió en emperador de México en 1864 y fue ejecutado tres años después.

La rubia María Amelia se convirtió en «una muchacha de belleza impresionante e inteligencia cultivada», según palabras del historiador H. Montgomery Hyde. También ha sido descrita como muy religiosa, inteligente, astuta y un poco irónica. La princesa recibió una educación refinada y era muy hábil con el dibujo, la pintura y el piano. Además de adorar la poesía, María Amelia hablaba de forma fluida portugués, francés y alemán. También tenía un talento excepcional para la dialéctica.
Una de las principales motivaciones para su dedicación a los estudios era su padre. El duque de Braganza fue muy importante en su vida y era recordado con frecuencia por la joven princesa, que preguntaba a sus interlocutores: «¿Mi padre, que me ve desde el Cielo, estará satisfecho con su hija?» María Amelia nunca fue capaz de lidiar con la muerte de su padre y esto le afectaba profundamente. En una carta del 27 de agosto de 1851 escrita de su puño y letra, la princesa habla sobre sus sentimientos: 

Estuve en [el palacio de] Queluz... tras la muerte de mi padre nunca había vuelto a ver el palacio. No podía recordar nada, absolutamente nada, excepto la habitación donde mi padre murió. Ahí me acordé de todo. Todos los objetos estaban grabados en mi memoria y yo sólo tenía tres años. Sentí una gran emoción. La cama, la cama era la misma, estaba en el mismo lugar, con las mismas cortinas, las mismas colchas, las mismas almohadas... todo estaba tan bien conservado... Ay.
El jardín es bonito. Me enseñaron un naranjal que se plantó el mismo año que murió mi padre por orden suya y un platanero plantado por él... una profunda tristeza me invadió al contemplar estos árboles que habían sobrevivido a mi padre y que, probablemente, nos sobrevivirán a todos nosotros. Es una imagen de la fragilidad humana. El ser humano es el más frágil de todos los seres; muere mientras todos los objetos creados para su uso aguantan siglos... Creo que estoy divagando con mis reflexiones melancólicas...
María Amelia

A principios de 1852, el archiduque Maximiliano de Austria, que estaba sirviendo en la marina austriaca, visitó a Amelia y a María Amelia durante una escala en Portugal. La princesa ya lo conocía de una reunión familiar en Múnich en 1838. Sofía de Baviera, madre de Maximiliano, era medio hermana de Augusta de Baviera, la abuela materna de María Amelia y además pertenecían a la familia Wittelsbach. El archiduque era también primo de los medio hermanos de María Amelia ya que su padre, el archiduque Francisco Carlos de Austria era el hermano menor de la emperatriz María Leopoldina. A pesar de haberse enamorado apasionadamente, el noviazgo nunca fue oficializado debido la prematura muerte de María Amelia.

### Muerte prematura

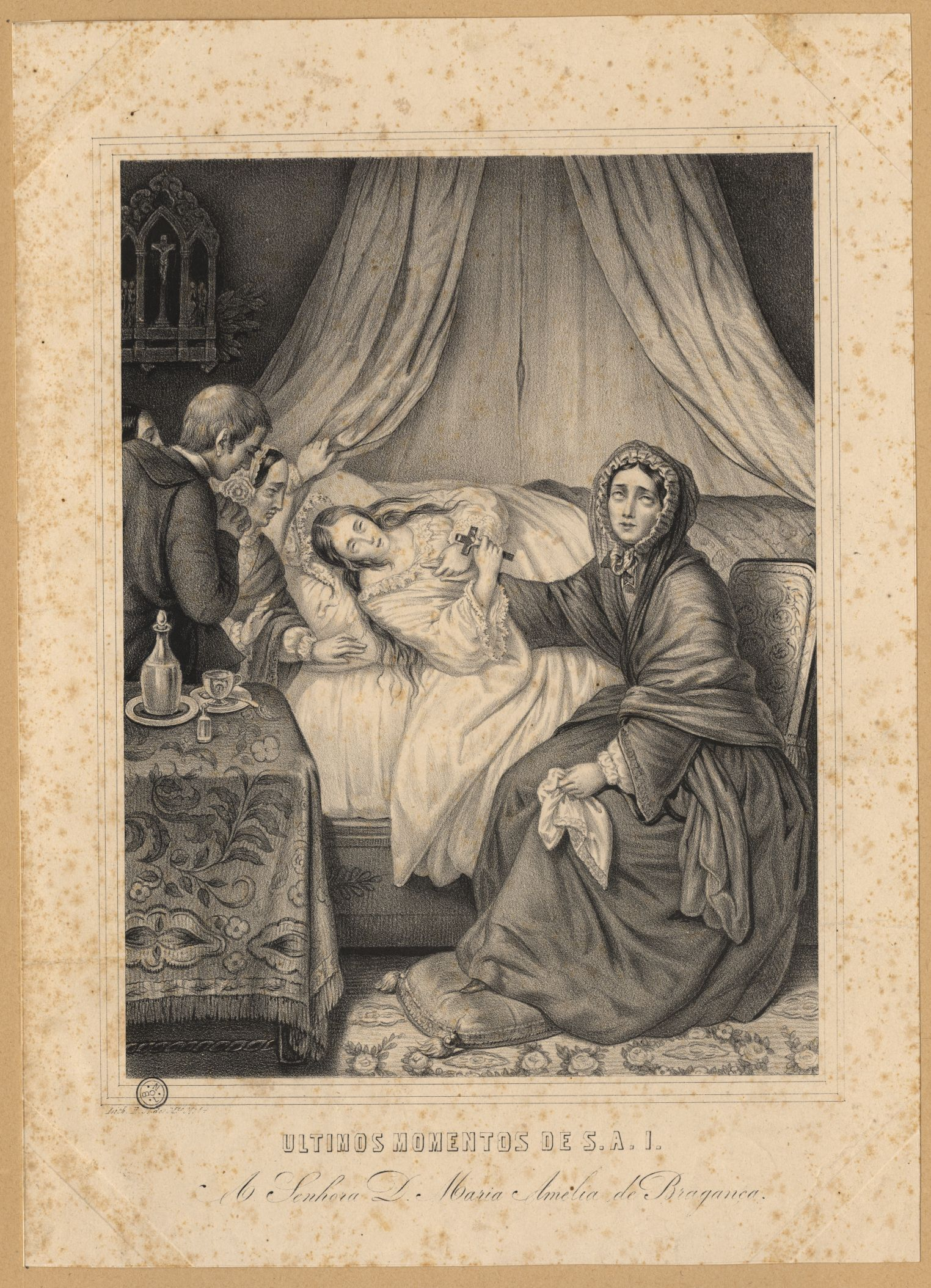
La princesa María Amelia en su lecho de muerte.

En febrero de 1852, María Amelia contrajo la escarlatina. Con el paso de los meses no se conseguía recuperar y padecía una fuerte tos, claro síntoma de tuberculosis. El 26 de agosto, la princesa abandonó el palacio de Alvor-Pombal, donde vivía, y se dirigió a la isla de Madeira ya que el clima de la isla tenía la fama de sanar estas enfermedades, como la propia María Amelia llegó a mencionar: «Dicen que las fiebres desaparecen, como por arte de magia».
María Amelia, junto con su madre, desembarcaron el 31 de agosto en Funchal, la capital de Madeira. Toda la ciudad las recibió con alegría y una multitud las acompañó hasta su nuevo hogar. Ella adoraba la isla y le dijo a su madre: «Si algún día me recupero vamos a hacer largas excursiones en las montañas y vamos a encontrar nuevos senderos, como hacíamos cuando estábamos en Stein». No obstante, su salud empeoró, y a finales de noviembre, se había perdido toda esperanza. A principios de 1853, la princesa estaba metida en cama y ya sabía que su muerte estaba próxima: «Mis fuerzas disminuyen día a día, puedo sentirlo, estoy llegando al principio del fin». Poco después de la medianoche, en la madrugada del 4 de febrero, un cura le administró la extremaunción. María Amelia intentó consolar a su madre: «No llore, deje que la voluntad de Dios se haga, que venga en mi auxilio en mi última hora; que consuele a mi pobre madre». Murió poco después, alrededor de las 4 de la madrugada.
El cuerpo de la princesa permaneció en una capilla al lado de la casa donde murió hasta que se llevó de vuelta al continente el 7 de mayo de 1853. El 12 de mayo, el féretro desembarcó en Lisboa y, a continuación, se celebró un gran funeral. Sus restos mortales se enterraron al lado de los de su padre en el panteón de los Braganza en la iglesia de San Vicente de Fora. Casi 130 años después, en 1982, el cuerpo de María Amelia fue trasladado a Brasil y fue definitivamente sepultado en la cripta del convento de San Antonio de Río de Janeiro, junto con otros miembros de la familia imperial brasileña.

## Legado

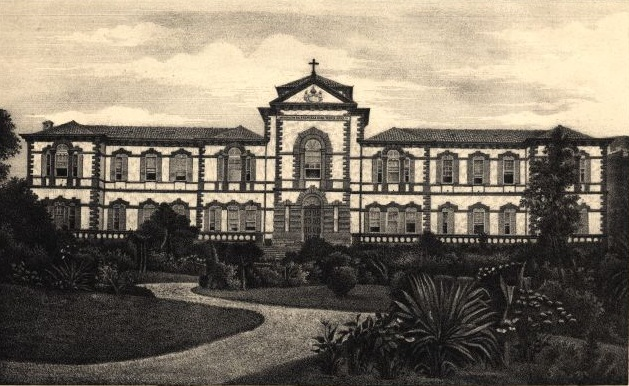
Hospital Princesa Dona Maria Amélia, en Funchal.

La muerte de María Amélia afectó profundamente a todos aquellos que la querían. El emperador Pedro II de Brasil nunca conoció a su hermana pequeña en persona, pero entre ellos había un fuerte vínculo gracias a las cartas que se enviaban. Este escribió en su diario 7 años después de su muerte: «Oí la misa en honor a mi hermanita Amelia, a quien sentía muy cerca, y me siento tan triste por no haberla conocido». Amelia estuvo visitando la tumba de su hija cada 4 de febrero hasta su propia muerte en 1873. Amelia financió también la construcción de un hospital en Funchal llamado «Princesa D. Maria Amélia» en honor a su hija, hospital que aún existe. Amelia legó sus pertenencias en Baviera al archiduque Maximiliano, «a quien [a ella] le hubiera gustado tener como yerno, si Dios hubiera conservado a su amada hija María Amelia».
Durante mucho tiempo, el archiduque Maximiliano estuvo traumatizado por los recuerdos de su prometida. Después de su boda con Carlota de Bélgica, peregrinó personalmente en 1859 a lugares relacionados con María Amelia en 1859. Al llegar a la isla de Madeira, escribió: 

Veo nuevamente con tristeza el valle de Machico y la adorable Santa Cruz donde, siete años atrás, vivimos momentos tan dulces. Siete años llenos de felicidades y tristezas, fértiles en pruebas y desilusiones amargas. Fiel a mi palabra, volveré a buscar sobre las olas de los océanos un alivio que Europa no puede dar a mi alma atormentada. Cuando comparo ambas épocas, me siento invadido por una profunda melancolía. Hace siete años desperté a la vida, encarando al futuro con alegría; hoy, me siento exhausto; pesa sobre mis hombros, el recuerdo de un pasado amargo. Aquí murió, de tuberculosis, el 4 de febrero de 1853, la única hija de la emperatriz de Brasil, una criatura extraordinariamente talentosa. Dejó este mundo imperfecto, pura como un ángel que regresa al Cielo, su verdadera tierra natal. 
Maximiliano

En Funchal, visitó el hospital que llevaba el nombre de María Amelia. Maximiliano financió, hasta su muerte, dos enfermerías del hospital. También donó al hospital, en memoria de María Amelia, una estatua de Nuestra Señora de los Dolores. Posteriormente, se dirigió a la casa donde murió. Escribió sobre ese momento: «...durante un largo rato permanecí en silencio en medio de pensamientos de tristeza y nostalgia bajo la sombra de un magnífico árbol que cubre y protege la casa donde el ángel, que amargamente lloro, dejó de existir». En sus memorias, Maximiliano también mencionó la isla de Madeira, ya que fue allí donde «se apagó la vida que parecía destinada a garantizar mi única y tranquila felicidad».
Maximiliano partió de Madeira con destino Brasil, a donde llegó el 11 de enero de 1859. Visitó tres provincias brasileñas durante su viaje y quedó fascinado ya que Brasil era la única monarquía en Sudamérica. Años más tarde, el 10 de abril de 1864, aceptó una propuesta para convertirse en emperador del recién fundado Segundo Imperio Mexicano. Inspirado por la estabilidad y prosperidad que había observado mientras visitaba Brasil bajo el gobierno del hermano de su difunta prometida, Maximiliano creía que podía lograr el mismo resultado en México. No obstante, el 19 de junio de 1867, Maximiliano fue ejecutado, tras ser capturado por los republicanos mexicanos. Cuando fue despojado de todas sus pertenencias para enfrentarse al pelotón de fusilamiento, Maximiliano pidió que la pequeña medalla de la Virgen María, que llevaba colgada al cuello, fuera enviada a Amelia (madre de María Amelia). Fue su último «homenaje a María Amelia». Mientras que la vida de María Amelia tuvo escaso impacto en los acontecimientos de Brasil o Portugal, su muerte tuvo una significativa repercusión, aunque de forma indirecta, en la historia de México.

## Títulos y tratamientos
| ● 1 de diciembre de 1831-4 de febrero de 1853: | Su alteza la princesa María Amelia de Brasil |

## Distinciones honoríficas
- Dama de la Orden de las Damas Nobles de la Reina María Luisa.
- 1839: Dama de la Orden de Santa Isabel.[61] (Reino de Baviera)

## Árbol genealógico
| \| \| \| \| \| \| \| \| \| \| \| \| \| \| \| \| \| \| \| \| Juan V de Portugal \| \| \| \| \| \| \| \| \| \| \| \| \| \| \| \| \| \| \| \| \| \| \| \| \| \| \| \| \| \| \| \| \| \| \| \| \| \| \| \| \| \| \| \| \| \| \| \| \| \| \| \| \| \| Pedro III de Portugal \| \| \| \| \| \| \| \| \| \| \| \| \| \| \| \| \| \| \| \| \| \| \| \| \| \| \| \| \| \| \| \| \| \| \| \| \| \| \| \| \| \| \| \| \| \| \| \| \| \| \| \| \| \| María Ana de Austria \| \| \| \| \| \| \| \| \| \| \| \| \| \| \| \| \| \| \| \| \| \| \| \| \| \| \| \| \| \| \| \| \| \| \| \| \| \| \| \| \| \| \| \| \| \| \| \| \| \| \| \| \| \| Juan VI de Portugal \| \| \| \| \| \| \| \| \| \| \| \| \| \| \| \| \| \| \| \| \| \| \| \| \| \| \| \| \| \| \| \| \| \| \| \| \| \| \| \| \| \| \| \| \| \| \| \| \| \| \| \| \| \| José I de Portugal \| \| \| \| \| \| \| \| \| \| \| \| \| \| \| \| \| \| \| \| \| \| \| \| \| \| \| \| \| \| \| \| \| \| \| \| \| \| \| \| \| \| \| \| \| \| \| \| \| \| \| \| \| \| María I de Portugal \| \| \| \| \| \| \| \| \| \| \| \| \| \| \| \| \| \| \| \| \| \| \| \| \| \| \| \| \| \| \| \| \| \| \| \| \| \| \| \| \| \| \| \| \| \| \| \| \| \| \| \| \| \| Mariana Victoria de Borbón \| \| \| \| \| \| \| \| \| \| \| \| \| \| \| \| \| \| \| \| \| \| \| \| \| \| \| \| \| \| \| \| \| \| \| \| \| \| \| \| \| \| \| \| \| \| \| \| \| \| \| \| \| \| Pedro I de Brasil \| \| \| \| \| \| \| \| \| \| \| \| \| \| \| \| \| \| \| \| \| \| \| \| \| \| \| \| \| \| \| \| \| \| \| \| \| \| \| \| \| \| \| \| \| \| \| \| \| \| \| \| \| \| Carlos III de España \| \| \| \| \| \| \| \| \| \| \| \| \| \| \| \| \| \| \| \| \| \| \| \| \| \| \| \| \| \| \| \| \| \| \| \| \| \| \| \| \| \| \| \| \| \| \| \| \| \| \| \| \| \| Carlos IV de España \| \| \| \| \| \| \| \| \| \| \| \| \| \| \| \| \| \| \| \| \| \| \| \| \| \| \| \| \| \| \| \| \| \| \| \| \| \| \| \| \| \| \| \| \| \| \| \| \| \| \| \| \| \| María Amalia de Sajonia \| \| \| \| \| \| \| \| \| \| \| \| \| \| \| \| \| \| \| \| \| \| \| \| \| \| \| \| \| \| \| \| \| \| \| \| \| \| \| \| \| \| \| \| \| \| \| \| \| \| \| \| \| \| Carlota Joaquina de Borbón \| \| \| \| \| \| \| \| \| \| \| \| \| \| \| \| \| \| \| \| \| \| \| \| \| \| \| \| \| \| \| \| \| \| \| \| \| \| \| \| \| \| \| \| \| \| \| \| \| \| \| \| \| \| Felipe I de Parma \| \| \| \| \| \| \| \| \| \| \| \| \| \| \| \| \| \| \| \| \| \| \| \| \| \| \| \| \| \| \| \| \| \| \| \| \| \| \| \| \| \| \| \| \| \| \| \| \| \| \| \| \| \| María Luisa de Parma \| \| \| \| \| \| \| \| \| \| \| \| \| \| \| \| \| \| \| \| \| \| \| \| \| \| \| \| \| \| \| \| \| \| \| \| \| \| \| \| \| \| \| \| \| \| \| \| \| \| \| \| \| \| Luisa Isabel de Borbón \| \| \| \| \| \| \| \| \| \| \| \| \| \| \| \| \| \| \| \| \| \| \| \| \| \| \| \| \| \| \| \| \| \| \| \| \| \| \| \| \| \| \| \| \| \| \| \| \| \| \| \| \| \| María Amelia de Braganza \| \| \| \| \| \| \| \| \| \| \| \| \| \| \| \| \| \| \| \| \| \| \| \| \| \| \| \| \| \| \| \| \| \| \| \| \| \| \| \| \| \| \| \| \| \| \| \| \| \| \| \| \| \| Francisco V de Beauharnais \| \| \| \| \| \| \| \| \| \| \| \| \| \| \| \| \| \| \| \| \| \| \| \| \| \| \| \| \| \| \| \| \| \| \| \| \| \| \| \| \| \| \| \| \| \| \| \| \| \| \| \| \| \| Alejandro de Beauharnais \| \| \| \| \| \| \| \| \| \| \| \| \| \| \| \| \| \| \| \| \| \| \| \| \| \| \| \| \| \| \| \| \| \| \| \| \| \| \| \| \| \| \| \| \| \| \| \| \| \| \| \| \| \| Henrieta Pyvart de Chastillé \| \| \| \| \| \| \| \| \| \| \| \| \| \| \| \| \| \| \| \| \| \| \| \| \| \| \| \| \| \| \| \| \| \| \| \| \| \| \| \| \| \| \| \| \| \| \| \| \| \| \| \| \| \| Eugenio de Beauharnais \| \| \| \| \| \| \| \| \| \| \| \| \| \| \| \| \| \| \| \| \| \| \| \| \| \| \| \| \| \| \| \| \| \| \| \| \| \| \| \| \| \| \| \| \| \| \| \| \| \| \| \| \| \| José Gaspar Tascher de La Pagerie \| \| \| \| \| \| \| \| \| \| \| \| \| \| \| \| \| \| \| \| \| \| \| \| \| \| \| \| \| \| \| \| \| \| \| \| \| \| \| \| \| \| \| \| \| \| \| \| \| \| \| \| \| \| Josefina Tascher de la Pagerie \| \| \| \| \| \| \| \| \| \| \| \| \| \| \| \| \| \| \| \| \| \| \| \| \| \| \| \| \| \| \| \| \| \| \| \| \| \| \| \| \| \| \| \| \| \| \| \| \| \| \| \| \| \| Rosa Clara des Vergers de Sannois \| \| \| \| \| \| \| \| \| \| \| \| \| \| \| \| \| \| \| \| \| \| \| \| \| \| \| \| \| \| \| \| \| \| \| \| \| \| \| \| \| \| \| \| \| \| \| \| \| \| \| \| \| \| Amelia de Beauharnais \| \| \| \| \| \| \| \| \| \| \| \| \| \| \| \| \| \| \| \| \| \| \| \| \| \| \| \| \| \| \| \| \| \| \| \| \| \| \| \| \| \| \| \| \| \| \| \| \| \| \| \| \| \| Federico Miguel de Zweibrücken-Birkenfeld \| \| \| \| \| \| \| \| \| \| \| \| \| \| \| \| \| \| \| \| \| \| \| \| \| \| \| \| \| \| \| \| \| \| \| \| \| \| \| \| \| \| \| \| \| \| \| \| \| \| \| \| \| \| Maximiliano I de Baviera \| \| \| \| \| \| \| \| \| \| \| \| \| \| \| \| \| \| \| \| \| \| \| \| \| \| \| \| \| \| \| \| \| \| \| \| \| \| \| \| \| \| \| \| \| \| \| \| \| \| \| \| \| \| María Francisca de Sulzbach \| \| \| \| \| \| \| \| \| \| \| \| \| \| \| \| \| \| \| \| \| \| \| \| \| \| \| \| \| \| \| \| \| \| \| \| \| \| \| \| \| \| \| \| \| \| \| \| \| \| \| \| \| \| Augusta de Baviera \| \| \| \| \| \| \| \| \| \| \| \| \| \| \| \| \| \| \| \| \| \| \| \| \| \| \| \| \| \| \| \| \| \| \| \| \| \| \| \| \| \| \| \| \| \| \| \| \| \| \| \| \| \| Jorge Guillermo de Hesse-Darmstadt \| \| \| \| \| \| \| \| \| \| \| \| \| \| \| \| \| \| \| \| \| \| \| \| \| \| \| \| \| \| \| \| \| \| \| \| \| \| \| \| \| \| \| \| \| \| \| \| \| \| \| \| \| \| Augusta Guillermina de Hesse-Darmstadt \| \| \| \| \| \| \| \| \| \| \| \| \| \| \| \| \| \| \| \| \| \| \| \| \| \| \| \| \| \| \| \| \| \| \| \| \| \| \| \| \| \| \| \| \| \| \| \| \| \| \| \| \| \| Luisa de Leiningen-Heidesheim \| \| \| \| \| \| \| \| \| \| \| \| \| \| \| \| \| \| \| \| \| \| \| \| \| \| \| \| \| \| \| \| \| \| \| \| \| \| \| \| \| \| \| \| \| \| \| \| \| \| \| \| |                                           |  |  |  |  |  |  |  |  |  |  |  |  |  |  |  |
| |                                           |  |  |  |  |  |  |  |  |  |  |  |  |  |  |  |
| | Juan V de Portugal                        |  |  |  |  |  |  |  |  |  |  |  |  |  |  |  |
| |                                           |  |  |  |  |  |  |  |  |  |  |  |  |  |  |  |
| |                                           |  |  |  |  |  |  |  |  |  |  |  |  |  |  |  |
| | Pedro III de Portugal                     |  |  |  |  |  |  |  |  |  |  |  |  |  |  |  |
| |                                           |  |  |  |  |  |  |  |  |  |  |  |  |  |  |  |
| |                                           |  |  |  |  |  |  |  |  |  |  |  |  |  |  |  |
| | María Ana de Austria                      |  |  |  |  |  |  |  |  |  |  |  |  |  |  |  |
| |                                           |  |  |  |  |  |  |  |  |  |  |  |  |  |  |  |
| |                                           |  |  |  |  |  |  |  |  |  |  |  |  |  |  |  |
| | Juan VI de Portugal                       |  |  |  |  |  |  |  |  |  |  |  |  |  |  |  |
| |                                           |  |  |  |  |  |  |  |  |  |  |  |  |  |  |  |
| |                                           |  |  |  |  |  |  |  |  |  |  |  |  |  |  |  |
| | José I de Portugal                        |  |  |  |  |  |  |  |  |  |  |  |  |  |  |  |
| |                                           |  |  |  |  |  |  |  |  |  |  |  |  |  |  |  |
| |                                           |  |  |  |  |  |  |  |  |  |  |  |  |  |  |  |
| | María I de Portugal                       |  |  |  |  |  |  |  |  |  |  |  |  |  |  |  |
| |                                           |  |  |  |  |  |  |  |  |  |  |  |  |  |  |  |
| |                                           |  |  |  |  |  |  |  |  |  |  |  |  |  |  |  |
| | Mariana Victoria de Borbón                |  |  |  |  |  |  |  |  |  |  |  |  |  |  |  |
| |                                           |  |  |  |  |  |  |  |  |  |  |  |  |  |  |  |
| |                                           |  |  |  |  |  |  |  |  |  |  |  |  |  |  |  |
| | Pedro I de Brasil                         |  |  |  |  |  |  |  |  |  |  |  |  |  |  |  |
| |                                           |  |  |  |  |  |  |  |  |  |  |  |  |  |  |  |
| |                                           |  |  |  |  |  |  |  |  |  |  |  |  |  |  |  |
| | Carlos III de España                      |  |  |  |  |  |  |  |  |  |  |  |  |  |  |  |
| |                                           |  |  |  |  |  |  |  |  |  |  |  |  |  |  |  |
| |                                           |  |  |  |  |  |  |  |  |  |  |  |  |  |  |  |
| | Carlos IV de España                       |  |  |  |  |  |  |  |  |  |  |  |  |  |  |  |
| |                                           |  |  |  |  |  |  |  |  |  |  |  |  |  |  |  |
| |                                           |  |  |  |  |  |  |  |  |  |  |  |  |  |  |  |
| | María Amalia de Sajonia                   |  |  |  |  |  |  |  |  |  |  |  |  |  |  |  |
| |                                           |  |  |  |  |  |  |  |  |  |  |  |  |  |  |  |
| |                                           |  |  |  |  |  |  |  |  |  |  |  |  |  |  |  |
| | Carlota Joaquina de Borbón                |  |  |  |  |  |  |  |  |  |  |  |  |  |  |  |
| |                                           |  |  |  |  |  |  |  |  |  |  |  |  |  |  |  |
| |                                           |  |  |  |  |  |  |  |  |  |  |  |  |  |  |  |
| | Felipe I de Parma                         |  |  |  |  |  |  |  |  |  |  |  |  |  |  |  |
| |                                           |  |  |  |  |  |  |  |  |  |  |  |  |  |  |  |
| |                                           |  |  |  |  |  |  |  |  |  |  |  |  |  |  |  |
| | María Luisa de Parma                      |  |  |  |  |  |  |  |  |  |  |  |  |  |  |  |
| |                                           |  |  |  |  |  |  |  |  |  |  |  |  |  |  |  |
| |                                           |  |  |  |  |  |  |  |  |  |  |  |  |  |  |  |
| | Luisa Isabel de Borbón                    |  |  |  |  |  |  |  |  |  |  |  |  |  |  |  |
| |                                           |  |  |  |  |  |  |  |  |  |  |  |  |  |  |  |
| |                                           |  |  |  |  |  |  |  |  |  |  |  |  |  |  |  |
| | María Amelia de Braganza                  |  |  |  |  |  |  |  |  |  |  |  |  |  |  |  |
| |                                           |  |  |  |  |  |  |  |  |  |  |  |  |  |  |  |
| |                                           |  |  |  |  |  |  |  |  |  |  |  |  |  |  |  |
| | Francisco V de Beauharnais                |  |  |  |  |  |  |  |  |  |  |  |  |  |  |  |
| |                                           |  |  |  |  |  |  |  |  |  |  |  |  |  |  |  |
| |                                           |  |  |  |  |  |  |  |  |  |  |  |  |  |  |  |
| | Alejandro de Beauharnais                  |  |  |  |  |  |  |  |  |  |  |  |  |  |  |  |
| |                                           |  |  |  |  |  |  |  |  |  |  |  |  |  |  |  |
| |                                           |  |  |  |  |  |  |  |  |  |  |  |  |  |  |  |
| | Henrieta Pyvart de Chastillé              |  |  |  |  |  |  |  |  |  |  |  |  |  |  |  |
| |                                           |  |  |  |  |  |  |  |  |  |  |  |  |  |  |  |
| |                                           |  |  |  |  |  |  |  |  |  |  |  |  |  |  |  |
| | Eugenio de Beauharnais                    |  |  |  |  |  |  |  |  |  |  |  |  |  |  |  |
| |                                           |  |  |  |  |  |  |  |  |  |  |  |  |  |  |  |
| |                                           |  |  |  |  |  |  |  |  |  |  |  |  |  |  |  |
| | José Gaspar Tascher de La Pagerie         |  |  |  |  |  |  |  |  |  |  |  |  |  |  |  |
| |                                           |  |  |  |  |  |  |  |  |  |  |  |  |  |  |  |
| |                                           |  |  |  |  |  |  |  |  |  |  |  |  |  |  |  |
| | Josefina Tascher de la Pagerie            |  |  |  |  |  |  |  |  |  |  |  |  |  |  |  |
| |                                           |  |  |  |  |  |  |  |  |  |  |  |  |  |  |  |
| |                                           |  |  |  |  |  |  |  |  |  |  |  |  |  |  |  |
| | Rosa Clara des Vergers de Sannois         |  |  |  |  |  |  |  |  |  |  |  |  |  |  |  |
| |                                           |  |  |  |  |  |  |  |  |  |  |  |  |  |  |  |
| |                                           |  |  |  |  |  |  |  |  |  |  |  |  |  |  |  |
| | Amelia de Beauharnais                     |  |  |  |  |  |  |  |  |  |  |  |  |  |  |  |
| |                                           |  |  |  |  |  |  |  |  |  |  |  |  |  |  |  |
| |                                           |  |  |  |  |  |  |  |  |  |  |  |  |  |  |  |
| | Federico Miguel de Zweibrücken-Birkenfeld |  |  |  |  |  |  |  |  |  |  |  |  |  |  |  |
| |                                           |  |  |  |  |  |  |  |  |  |  |  |  |  |  |  |
| |                                           |  |  |  |  |  |  |  |  |  |  |  |  |  |  |  |
| | Maximiliano I de Baviera                  |  |  |  |  |  |  |  |  |  |  |  |  |  |  |  |
| |                                           |  |  |  |  |  |  |  |  |  |  |  |  |  |  |  |
| |                                           |  |  |  |  |  |  |  |  |  |  |  |  |  |  |  |
| | María Francisca de Sulzbach               |  |  |  |  |  |  |  |  |  |  |  |  |  |  |  |
| |                                           |  |  |  |  |  |  |  |  |  |  |  |  |  |  |  |
| |                                           |  |  |  |  |  |  |  |  |  |  |  |  |  |  |  |
| | Augusta de Baviera                        |  |  |  |  |  |  |  |  |  |  |  |  |  |  |  |
| |                                           |  |  |  |  |  |  |  |  |  |  |  |  |  |  |  |
| |                                           |  |  |  |  |  |  |  |  |  |  |  |  |  |  |  |
| | Jorge Guillermo de Hesse-Darmstadt        |  |  |  |  |  |  |  |  |  |  |  |  |  |  |  |
| |                                           |  |  |  |  |  |  |  |  |  |  |  |  |  |  |  |
| |                                           |  |  |  |  |  |  |  |  |  |  |  |  |  |  |  |
| | Augusta Guillermina de Hesse-Darmstadt    |  |  |  |  |  |  |  |  |  |  |  |  |  |  |  |
| |                                           |  |  |  |  |  |  |  |  |  |  |  |  |  |  |  |
| |                                           |  |  |  |  |  |  |  |  |  |  |  |  |  |  |  |
| | Luisa de Leiningen-Heidesheim             |  |  |  |  |  |  |  |  |  |  |  |  |  |  |  |
| |                                           |  |  |  |  |  |  |  |  |  |  |  |  |  |  |  |
| |                                           |  |  |  |  |  |  |  |  |  |  |  |  |  |  |  |